# Sezone Velikih nagrad 1940-1945
Sezone Velikih nagrad 1940-1945 so bile zaradi druge svetovne vojne sestavljene iz zelo majhnega števila dirk, ki so potekale v Južni Ameriki. Prva povojna dirka v Evropi je potekala leta 1945 v Parizu kmalu po koncu vojne.

## Pregledi sezon

### 1940
| Ime                      | Dirkališče | Datum   | Zmag. moštvo      | Zmag. dirkač | Poročilo |
| ------------------------ | ---------- | ------- | ----------------- | ------------ | -------- |
| Velika nagrada São Paula | Interlagos | 12. maj | Arthur Nascimento | Alfa Romeo   | Poročilo |

### 1941
| Ime                           | Dirkališče | Datum         | Zmag. moštvo  | Zmag. dirkač | Poročilo |
| ----------------------------- | ---------- | ------------- | ------------- | ------------ | -------- |
| Velika nagrada Ria de Janeira | Gávea      | 28. september | Chico Landi   | Alfa Romeo   | Poročilo |
| Velika nagrada Buenos Airesa  | Costanera  | 23. november  | José Canziani | Alfa Romeo   | Poročilo |

### 1942
| Ime                          | Dirkališče | Datum  | Zmag. moštvo  | Zmag. dirkač | Poročilo |
| ---------------------------- | ---------- | ------ | ------------- | ------------ | -------- |
| Velika nagrada Buenos Airesa | Costanera  | januar | José Canziani | Alfa Romeo   | Poročilo |
| Velika nagrada Santa Feja    | Santa Fe   | 3. maj | Oldemar Ramos | Alfa Romeo   | Poročilo |

### 1943-1944
Ni bilo dirk

### 1945
| Ime                   | Dirkališče       | Datum        | Zmag. moštvo        | Zmag. dirkač | Poročilo |
| --------------------- | ---------------- | ------------ | ------------------- | ------------ | -------- |
| Velika nagrada Pariza | Bois de Boulogne | 9. september | Jean-Pierre Wimille | Bugatti      | Poročilo |